# Länsväg 183
De Zweedse weg 183 (Zweeds: Länsväg 183) is een provinciale weg in de provincie Västra Götalands län in Zweden en is circa 32 kilometer lang.

## Plaatsen langs de weg
- Herrljunga
- Ljung
- Borgstena
- Fristad

## Knooppunten
- Länsväg 181: gezamenlijk tracé, in Herrljunga
- Länsväg 182 bij Ljung
- Riksväg 42 bij Fristad (einde)